# Brnjare
Brnjare (cirill betűkkel Брњаре) egy falu Szerbiában, a Pcsinyai körzetben, a Bujanovaci községben.

## Népesség
- 1948-ban 363 lakosa volt.
- 1953-ban 349 lakosa volt.
- 1961-ben 328 lakosa volt.
- 1971-ben 308 lakosa volt.
- 1981-ben 253 lakosa volt.
- 1991-ben 175 lakosa volt
- 2002-ben 114 lakosa volt,[1] akik mindannyian szerbek.[2]